# María del Carmen de Aragón-Azlor e Idiáquez
María del Carmen de Aragón-Azlor e Idiáquez, xv duquesa de Villahermosa (Madrid, 30 de diciembre de 1841-El Pardo, 5 de noviembre de 1905), fue una aristócrata española, mecenas de las artes y las letras que protegió a autores como Luis Coloma y José Zorrilla.

## Biografía
De ascendencia real, por ser descendiente de Juan II de Aragón a través de su hijo el infante Alfonso de Aragón, maestre de Calatrava y hermano de Fernando el Católico, nació en Madrid en el palacio de Villahermosa (edificio que actualmente alberga el Museo Thyssen-Bornemisza), propiedad familiar el 30 de diciembre de 1841 y fue bautizada con los nombres de María del Carmen Marcelina Xaviera Antonia Jacoba Sabina Ignacia de Loyola Francisca de Borja Luisa de Gonzaga Agustina Mercedes. Era hija y heredera de Marcelino de Aragón Azlor y Fernández de Córdoba, reputado literato titulado XIV duque de Villahermosa, que fue además gentilhombre de Isabel II, de Alfonso XII y de Alfonso XIII, vicepresidente primero del Congreso y senador del reino, y de la duquesa María Josefa de Idiáquez y del Corral, hija de los V duques de Granada de Ega, grandes de España.
Huérfana de madre cuando apenas contaba cinco años de edad, pues la duquesa María Josefa falleció el 20 de octubre de 1846, fue educada en el hogar de su padre, cultivando desde pequeña la educación por la que más tarde sería reconocida: de especial carácter católico, benéfico y cultural, distinciones comunes con otras duquesas de su Casa. Una vez fallecido su padre, ostentó los títulos de XV duquesa de Villahermosa, grande de España, XII condesa de Luna, VIII condesa de Guara  y principessa di Massalubrense en Italia, III condesa de Moita en Portugal. Fue además señora de la baronía de Panzano y de los demás estados de su Casa, y sirvió como dama a las reinas Isabel II, María de las Mercedes y María Cristina durante la regencia. Finalmente, fue condecorada por el papa con la cruz «Pro Ecclesia et Pontifice».
Contrajo matrimonio en Zarauz (Guipúzcoa) el 23 de agosto de 1862 con el político José Manuel de Goyeneche y Gamio (1831-1893), originario del Valle de Baztán aunque nacido en Arequipa (Perú) y titulado segundo conde de Guaqui, grande de España, de cuyo enlace no hubo sucesión. Ambos esposos fueron retratados por separado por el pintor Ricardo Madrazo.
Tras una fructuosa carrera como mecenas del arte y amante de la cultura, falleció en su palacete de El Pardo el 5 de noviembre de 1905 y fue sepultada en el panteón familiar de Xavier, en la basílica aneja al castillo de Javier. 
Antes de su fallecimiento había dejado dispuestas en su testamento diversas donaciones de arte, siendo la más significativa la compuesta por los lienzos Don Diego del Corral y Arellano y Doña Antonia de Ipeñarrieta y Galdós y su hijo don Luis, ambos pintados por Diego Velázquez, cumpliendo así la promesa pública que hizo cuando un norteamericano quiso comprarla el primer retrato por un millón y medio de francos, como recogió la prensa del momento:

Un rico norteamericano ha ofrecido millón y medio de francos por el retrato de Don Diego del Corral y Arellano, pintado por Velázquez, propiedad de la señora Duquesa de Villahermosa. La Duquesa ha rechazado cortésmente la oferta, diciendo:
- Amo mucho a mi familia, a mi patria y al Arte, y muy poco al dinero. Por todos los millones del mundo no vendería yo mi Velázquez, que quiero que después de mis días vaya a formar parte del Museo del Prado.

Este legado también está integrado por los nueve paños flamencos que componen la colección de los Actos de los Apóstoles, obra de Rafael y custodiados en el Museo Arqueológico Nacional, o dos raras arcas de caudales de hierro español del siglo XVI, entre otras obras de arte. No es de extrañar que el marqués de Laurencín escribiese al año siguiente de su fallecimiento una necrológica de la duquesa que termina con las siguientes palabras:

Dichosa ella, á quien, tras una vida merecedora de todo linaje de alabanzas, acompañan en el eterno reposo de los justos el llanto de los desvalidos, el cariño de amigos y deudos, el respeto de las gentes, y las oraciones y plegarias de cuantos la conocieron, y que han podido escribir, á guisa de epitafio, bajo las barras bermejas de su regio é histórico blasón: Nació gran dama y supo serlo.
El marqués de Laurencín.

## Obra cultural
Junto con su marido dedicaron su enorme fortuna a obras culturales. Fundaron el Patronato Villahermosa-Guaqui para el fomento de la actividad cultural e investigadora. Entre otras obras reeditaron en 1876 la Vida de la Santa Duquesa, por el padre Tomás Muniesa. En 1890 publicaron los Apuntes biográficos de la Duquesa Doña María Manuela Pignatelli, así como un libro del padre Coloma y otro de Orti y Brull. 
Costearon, junto al resto de la familia Goyeneche, la restauración del castillo de Javier en Navarra cediéndolo después a la Compañía de Jesús. Distinguió con su favor a las iglesias de Veruela y Pedrola (Zaragoza).